# Ryszard Koncewicz
Ryszard Tadeusz Koncewicz (ur. 12 kwietnia 1911 we Lwowie, zm. 15 marca 2001 w Warszawie) – polski piłkarz, trener, działacz piłkarski, selekcjoner reprezentacji Polski, żołnierz, podporucznik WP.

## Piłkarz
Grał na pozycjach pomocnika i napastnika. Występował w drużynach Lechii Lwów (1927–1939) i Polonii Bytom (1945–1946). Należał także do drużyny „Lwów” w oflagu IIC Woldenberg.

## Trener
Prowadził drużyny OMTUR-Rozbark (1946?) Lechii Gdańsk (1949), Ruchu Chorzów (1950–1952, tytuł mistrza Polski przyznany za zdobycie Pucharu Polski w 1951), Polonii Bytom (1952–1955, mistrzostwo Polski 1954, Wicemistrzostwo Polski 1952), Legii Warszawa (1956–1958, mistrzostwo Polski i Puchar Polski 1956) oraz Gwardii Warszawa.

## Selekcjoner
Współpracę z reprezentacją Polski rozpoczął w 1948 jako pomocnik trenera Wacława Kuchara. W 1950 pełnił funkcję trenera, a następnie trenera-selekcjonera. Tę funkcję pełnił również w latach 1951–1952, w 1953 oraz w latach 1955–1956. W latach 1956–1957 ponownie zajmował stanowisko trenera drużyny narodowej. Podobną funkcję pełnił w kilkunastu meczach w latach 1959–1962 oraz od 1964. W latach 1964–1966 był również jednym z selekcjonerów reprezentacji. Samodzielny selekcjoner w okresie od lutego 1968 do końca listopada 1970.

## Działacz
Wieloletni działacz Polskiego Związku Piłki Nożnej: członek Zarządu i szef Rady Trenerów (1951–1953), szef Rady Trenerów, szef szkolenia, szef sekcji trenerskiej (1954–1956 i 1961–1971) oraz wiceprezes ds. szkolenia (1979–1980).

## Wojna i konspiracja
Zmobilizowany w sierpniu 1939, wziął udział w obronie Warszawy. Wzięty do niewoli spędził pierwszy jeniecki okres w obozach Nienburg i Spittal, a dalsze lata niewoli w oflagu II C Woldenberg, w dzisiejszym Dobiegniewie. Działał w konspiracji obozowej. Odpowiadał za sprawy organizacyjne i szkoleniowe klubu sportowego „Lwów” w oflagu, który założył z innymi lwowiakami. Pod koniec życia działał w Warszawskim Kole Woldenberczyków i był prezesem Koła Funduszu Koleżeńskiego Woldenberczyków. Bywał gościem honorowym Dobiegniew CUP (turniej piłkarski dla młodzieży). 
Jest pochowany na stołecznym cmentarzu Bródnowskim (kwatera 69F-2-9).

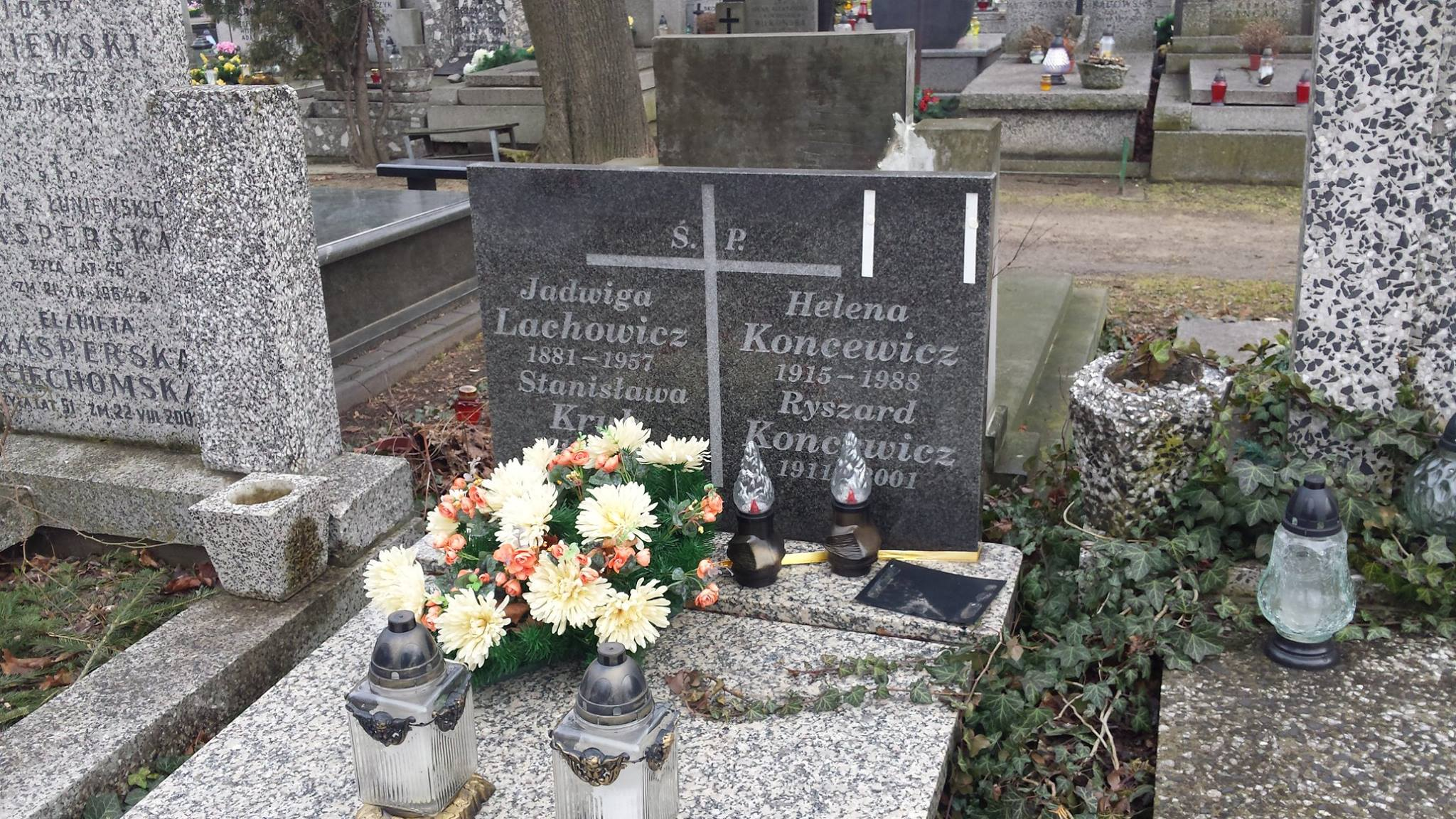
Grób Ryszarda Koncewicza na cmentarzu Bródnowskim

## Odznaczenia
- Krzyż Komandorski Orderu Odrodzenia Polski
- Krzyż Oficerski Orderu Odrodzenia Polski
- Krzyżem Walecznych dwukrotnie
- Honorowy Obywatel Dobiegniewa (1995)[4]